# Мата, Луиш
Луиш Карлуш Машаду Мата (порт. Luís Carlos Machado Mata; род. 6 июля 1997, Порту) — португальский футболист, защитник польского клуба «Заглембе» Любин, выступающий на правах аренды за казахстанский клуб «Кайрат».

## Клубная карьера
Футбольную карьеру начал в 2016 году в составе клуба «Порту B».
В 2020 году подписал контракт с клубом «Погонь» Щецин.
В 2023 году стал игроком польского клуба «Заглембе» Любин.
В 2025 году на правах аренды перешёл в казахстанский клуб «Кайрат».

## Карьера в сборной
24 марта 2017 года дебютировал за сборную Португалии до 21 года в матче против сборной Норвегии до 21 года (3:1).

## Статистика
| Игровая карьера | Игровая карьера  | Игровая карьера | Лига | Лига | Кубок | Кубок | Межд. | Межд. | СК | СК |
| --------------- | ---------------- | --------------- | ---- | ---- | ----- | ----- | ----- | ----- | -- | -- |
| 2022/2023       | Заглембе (Любин) | А               | 3    | 0    | 1     | 0     | —     | —     | —  | —  |
| 2023/2024       | Заглембе (Любин) | А               | 13   | 0    | 2     | 0     | —     | —     | —  | —  |
| 2024/2025       | Заглембе (Любин) | А               | 10   | 0    | 2     | 0     | —     | —     | —  | —  |
| 2025            | Кайрат           | А               | 14   | 0    | 2     | 0     | —     | —     | —  | —  |